# عبد القادر جلال
عبد القادر جلال (15 يونيو 1915 - 31 أغسطس 1997) هو لاعب كرة قدم ومدرب مغربي، كان يلعب كلاعب خط وسط وحارس مرمى، بعد تقاعده، أصبح مدرباً لكرة القدم وكرة اليد.

## سيرة شخصية
كان عبد القادر جلال يعيش مع والدته في أسرة متواضعة في أحد أزقة مدينة الدار البيضاء القديمة. بدأ عبد القادر مسيرته الكروية في سن مبكرة جدًا في المدينة القديمة، مع فرق الشوارع؛ وفي عام 1934، انتقل جلال وبن مبارك الى نادي المستعمرين الإسبان، النادي المغربي [الفرنسية]، وشكلوا ثلاثياً مع مارسيل سيردان، بطل العالم للوزن المتوسط في الملاكمة الإنجليزية، الذي شارك بانتظام في البطولة الوطنية المغربية، وبطولة الرابطة المغربية، كما استفاد من تدريب بعض الرياضات المختلفة.

#### الوداد
بعد تأسيس النادي في 8 مايو 1937، انضم عبد القادر إلى النادي الوطني الجديد الوداد الرياضي؛ حيث لعب عدة رياضات، لعب كرة الماء في عام 1937 وكرة السلة في عام 1938، وقضى أكثر من 12 عامًا مع نادي الوداد، برع خلالها كلاعب خط وسط دفاعي وأيضًا كحارس مرمى بديل، ويعتبر عبد القادر من اللاعبين النادرين الذين فازوا بألقاب مع الوداد في عدة رياضات، في كرة الماء وكرة السلة وكرة القدم وحتى كرة اليد؛ وخلال موسم 1948-1949، درب فريق الوداد للناشئين وفاز معهم ببطولة الرابطة (للناشئين) ودوري الأبطال (للناشئين).

## الجوائز

### كرة القدم

#### لاعب

##### النادي المغربي
- كأس العرش
  - النهائي: 1935

##### الوداد
- البطولة الوطنية: (2)
  - البطل: 1948، 1949

- الدوري المغربي (1)
  - البطل: 1942

- بطول الرابطة (1)
  - البطل: 1942

- كأس السوبر المغربي (4)
  - الفائز: 1940، 1946، 1948، 1949

- كأس الافتتاح (2)
- الفائز: 1947/ 48، 1948/ 49.

- كأس النخبة (2)
- الفائز: 1945/ 46، 1947/ 48.

- كأس الدار البيضاء (2)
- الفائز: 1947/ 48، 1948/ 49.

دوري أبطال إفريقيا (2)
- الفائز: 1948، 1949

كأس شمال إفريقيا (1)
- الفائز: 1948/ 49.

كأس السوبر الإفريقي (2)
- الفائز: 1947/ 48، 1948/ 49.

##### الرجاء
- الدوري المغربي (1) (1)
  - الوصيف: 1952/ 53.

#### مدرب

##### الوداد
- بطولة الرابطة - للناشئين (2)
  - بطل : 1948 ، 1949

- دوري أبطال إفريقيا (للشباب) (1)
  - الفائز : 1949